# Scaloposaurus
Scaloposaurus is een geslacht van uitgestorven Therapsida of zoogdierachtige reptielen. Hij behoorde tot de groep der Therocephalia en was een carnivoor (vleeseter). De Therocephalia stonden in de stamboom der Therapsida vrij hoog wat kan betekenen dat ze al haar hadden. Dit is echter niet zeker. Het is ook mogelijk dat zij hun jongen zoogden. Scaloposaurus en andere Therocephaliërs legden waarschijnlijk nog wel eieren. Scaloposaurus leefde in het Vroeg-Trias in Zuid-Afrika samen met andere Therocephaliërs zoals Moschorhinus, Pristerognathus, Bauria en Euchambersia, de dicynodont Lystrosaurus, de cynodonten Thrinaxodon en Progalesaurus, de proterosuchiërs Proterosuchus en Chasmatosaurus, de euparkeriër Euparkeria, de rhynochosauriër Mesosuchus, de plagiosauriër Laidleria en de rhinesuchiër Uranocentrodon.
Scaloposaurus is in een eigen Scaloposauridae geplaatst, een klade gedefinieerd als alle Eutherocephalia nauwer verwant aan Scaloposaurus constrictus dan aan Lycideops longiceps of Bauria cynops.